# جولان تليكوم

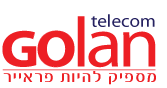
Golan Telecom logo

جولان تليكوم شركة اتصالات إسرائيلية، تم إنشاء الشركة على يد ميخائيل جولان رجل أعمال الذي جاء إلى البلاد من فرنسا عام 2007 بشراكة مع قطب الاتصالات الفرنسي كسفيه نيال والأخوين باتريك وجرار باريانت (pariente) مؤسسا شبكة الأزياء «ناف ناف». باشرت الشركة بتقديم خدماتها في أيار 2012 تحت شعار «لأنك مش مضحكة». مع نموذج أعمال مبني على تكلفة شهرية منخفضة وثابتة للمستهلك بدلا من تكلفة على دقائق المحادثات. استخدم هذا النموذج وطبق سابقا في مجال الهواتف الأرضية في فرنسا على يد «نيال». الشركة التي اسسها «نيال» lliad صاحبة الشركة الرائدة free , عرضت خدمات هواتف أرضية مقابل 50% من السعر المتبع بالسوق فأصبحت مدرسة في عالم الاتصالات في فرنسا وأجبرت باقي الشركات على اللحاق بها. نيال هو الذي عرض على جولان الدخول إلى المناقصة خلال عملهما المشترك على إنعاش الصحيفة الفرنسية لاموند التابعة لنيال.
المجموعة تنافست في 2011 على المناقصة للحصول على رخصة مشغل خليوي جديد في إسرائيل. والتي أعلن عنها وزير الاتصالات موشي كحلون في أيلول 2010 . المجموعة لم تنجح بالحصول على رخصة في المناقصة، ولكن بعد فشل مجموعة «مراتون» التابعة لحيزي بتسلئيل و «سلكت» لمايكل جلفن من توفير الضمانات التي تعهدوا بها للمناقصة، كانت جولان تيليكوم التالية في الدور، وقد نجحت بتوفير الضمانات التي تعهدت بها في تموز 2011, وباشرت بإقامة شبكة خاصة بها. ميخائيل جولان هو صاحب السيطرة في المجموعة وله 50% من أسهمها.
قبل المناقصة، في كانون ثاني 2011 , تم تقديم دعوى ضد جولان تيليكوم من قبل شركة «ميرس» التابعة لباتريك درهي، وطالبت بمنع مشاركة ميخائيل جولان واورين موست، رئيس جولان تيليكوم في مناقصة الموجات الخليوية، وذلك بحجة كون جولان مستشارا سابقا لمدير عام «هوت» وكان له صلة بشؤون «ميرس». مع ذلك تم رفض الدعوى في المحكمة في شهر شباط 2011 . الشركة هي المشغل الخامس الذي يدخل سوق الاتصالات في البلاد بعد بيليفون، سلكوم، بارتنر للاتصالات وميرس. رئيس الشركة هو اورن موست من مقيمي شبكة سلكوم، الشركة حصلت على المقدمة 058 . لغاية آب 2012 وحسب معطيات وزارة الاتصالات تم انتقال 50000 رقم خليوي إلى الشركة. في تشرين الثاني من نفس السنة ذكرت الشركة أن 150000 زبون انضموا إليها.
في كانون 2013 أعلنت الشركة عن انضمام أكثر من 200000 زبون.
رزم جولان تيليكوم وخدماتها
جولان تيليكوم قررت التركيز على رزم اتصالات خليوية فقط وتعرض رزمتين: 99 ش.ج فقط، وتشمل محادثات، mms , sms تصفح إنترنت ومحادثات دولية لخطوط هواتف أرضية في 53 دولة (في الولايات المتحدة وكندا إلى هواتف خليوية أيضا) بدون تحديد، ورزمة 9.99 ش.ج وتشمل 60 دقيقة محادثة + 60 رسالة sms + تصفح إنترنت mb10 .
الدول (53 دولة بدون تحديد بواسطة الاتصال "00" أو "+"): النمسا، أستراليا، إيطاليا، أيرلندا، استونيا، الأرجنتين، الولايات المتحدة، بلجيكا، البرازيل، بريطانيا، الدنمرك، ألمانيا، جنوب إفريقيا، هاواي، هولندا، هنغاريا، هونغ كونغ، الفاتيكان، فنزويلا، تركيا، تايوان، اليونان، اليابان، لوكسمبورغ، لاتفيا، ليتا، ماليزيا، مالطا، النرويج، نيوزلاندة، إسبانيا، الصين، سينغافورة، سلوفاكيا، سلوفانيا، سان مرينو، البرتغال، بولنده، بورتوريكو، باكستان، تشيلي، تشيكيا، فرنسا، كوريا الجنوبية، كزاخستان، كندا، قبرص (الجنوبية), كرواتيا، رومانيا، روسيا، السويد، سويسرا وتايلاند.
الانضمام إلى جولان تيليكوم يتم بواسطة موقعها على الإنترنت www.golantelecom.co.il بأربعة مراحل قصيرة، الموقع متوفر ب 6 لغات: العبرية، العربية، الروسية، الإنجليزية، الفرنسية والإسبانية. يجب التزود ببطاقة هوية وبطاقة الاعتماد من اجل التسجيل. بالإمكان طلب بطاقة ال sim العادية والميكرو سيم أو نانو سيم لاصحاب ايفون 5 .
بطاقة السيم ترسل إلى بيت الزبون بواسطة بريد إسرائيل أو بواسطة ups حسب الاختيار، للشركة مركز خدمة زبائن هاتفي، خدمة بالبريد الإلكتروني وصفحة فيسبوك.
الشركة قامت بتوقيع اتفاقيات مع شركة (BUG) وشركة بست موبايل. والتي يستطيع الزبائن من خلالها شراء الأجهزة والحصول على خدمة. ابتداء من كانون الثاني 2013 بالإمكان الانضمام إلى جولان تيليكوم والحصول على بطاقة sim بشكل فوري وجاهز للاستعمال في 30 فرع للشبكتين.
الشركة قامت بإحداث ثورة في أسعار الاتصالات في الخارج أيضا (International roaming) وخفضت الأسعار بحوالي 75% . الأسعار في غالبية الدول في أوروبا هي 35 اغورة للدقيقة و 99 اغورة في الولايات المتحدة وأستراليا بطريقة call back للمحادثة لإسرائيل.
تكنولوجيا
الشركة تعمل على بناء بنية تحتية مستقلة في جميع إنحاء البلاد، ولكن بسبب الفترة الزمنية الطويلة التي يتطلبها الحصول على تصاريح لبناء مواقع خليوية، قررت وزارة الاتصالات تمكين الشبكة من إبرام اتفاقيات مع مشغلين قدامى.
لغاية تشرين ثاني 2012 اقامت الشركة حوالي 400 هوائية خليوية. في تشرين أول 2011 توصلت الشركة لاتفاقية مع شركة سلكوم لكي يتوفر لها الأخيرة خدمات تنقل داخل البلاد لفترة 7 سنوات، أو حتى إكمال البنية التحتية الواسعة. في كانون أول من نفس السنة وقعت الشركة اتفاقية لإقامة تحويلات من إنتاج نوكيا سمينس نتووركس وتشغيلها في مراكز الاستضافة التابعة لشركتي تمرس تيليكوم وبيزك بينليؤمي.
الشركة تشغل شبكة +HSPA على موجة MHZ 2100 UMTS في المناطق التي لم تقم بتغطيتها بعد. الشركة تعتمد على اتفاقية التنقل مع سلكومم على الموجات MHZ1800 GSM و MHZ850/2100 UMTS.